# Jamaica az 1998. évi téli olimpiai játékokon
Jamaica a japán Naganóban megrendezett 1998. évi téli olimpiai játékok egyik részt vevő nemzete volt. Az országot az olimpián 1 sportágban 6 sportoló képviselte, akik érmet nem szereztek.

## Bob
| Versenyző                                            | Versenyszám | 1. futam | 1. futam | 2. futam | 2. futam | 3. futam | 3. futam | 4. futam | 4. futam | Összesítés | Összesítés |
| Versenyző                                            | Versenyszám | Idő      | Hely.    | Idő      | Hely.    | Idő      | Hely.    | Idő      | Hely.    | Idő        | Helyezés   |
| ---------------------------------------------------- | ----------- | -------- | -------- | -------- | -------- | -------- | -------- | -------- | -------- | ---------- | ---------- |
| Devon Harris Michael Morgan                          | Kettes      | 56,56    | 30.      | 56,52    | 30.      | 56,36    | 30.      | 56,30    | 29.      | 3:45,74    | 29.        |
| Dudley Stokes Winston Watt Chris Stokes Wayne Thomas | Négyes      | 54,41    | 21.      | 54,55    | 22.      | 54,80    | 21.      |          |          | 2:43,76    | 21.        |